# Kruševo (Primošten)
Kruševo falu Horvátországban Šibenik-Knin megyében. Közigazgatásilag Primoštenhez tartozik.

## Fekvése
Šibenik központjától légvonalban 20, közúton 28 km-re délkeletre, községközpontjától 10 km-re keletre Dalmácia középső részén, a megyehatárnál fekszik.

## Története
A települést és Szent Márton templomát 1298-ban a šibeniki püspökség alapításakor említik először, amikor hívei a mitloi plébániához tartoztak. Már ekkor állt a temetőben található Szent Márton templom. A 15. század folyamán nyolcvan bogumil család érkezett Boszniából a török hódítás elől menekülve a Šibenikre és a városhoz tartozó területekre védelmet kérve a városi hatóságoktól, akik befogadták és hajón tíz tengeri mérfölddel délebbre szállították őket. A kis öblöt ahol a hajók kikötöttek ma is Bosanski Dolacnak nevezik. Ekkor ez a terület még puszta és sziklás volt. Ezután a menekültek még négy kilométert gyalogoltak kelet felé, hogy távolabb kerüljenek a tengerparttól és megérkeztek egy nagyobb fennsíkra, ahol a šibeniki püspökség segítségével felépítették házaikat és templomukat. Így népesült be előbb Prhovo, majd valamivel később Široke és Kruševo. A biztonságos élet feltételei egészen addig fennálltak, amíg a 15. század végétől a török csapatok nem kezdték támadni ezt a területet is. Ekkor Prhovo, Široke és Kruševo lakossága a sorozatos támadások és fosztogatások elől a közeli kis Gola Glava (Caput Cista) szigetre menekült, ahol megalapították új településüket Primoštent. 1797-ben a Velencei Köztársaság megszűnésével a település Habsburg Birodalom része lett. 1806-ban Napóleon csapatai foglalták el és 1813-ig francia uralom alatt állt. Napóleon bukása után ismét Habsburg uralom következett, mely az első világháború végéig tartott. A településnek 1880-ban 92, 1910-ben 154 lakosa volt. Az I. világháború után rövid ideig az Olasz Királyság, ezután a Szerb-Horvát-Szlovén Királyság, majd Jugoszlávia része lett. A település lakossága 2011-ben 79 fő volt.

## Lakosság
| Lakosság változása | Lakosság változása | Lakosság változása | Lakosság változása | Lakosság változása | Lakosság változása | Lakosság változása | Lakosság változása | Lakosság változása | Lakosság változása | Lakosság változása | Lakosság változása | Lakosság változása | Lakosság változása | Lakosság változása | Lakosság változása |
| ------------------ | ------------------ | ------------------ | ------------------ | ------------------ | ------------------ | ------------------ | ------------------ | ------------------ | ------------------ | ------------------ | ------------------ | ------------------ | ------------------ | ------------------ | ------------------ |
| 1857               | 1869               | 1880               | 1890               | 1900               | 1910               | 1921               | 1931               | 1948               | 1953               | 1961               | 1971               | 1981               | 1991               | 2001               | 2011               |
| 0                  | 0                  | 92                 | 139                | 146                | 154                | 0                  | 188                | 219                | 220                | 218                | 197                | 145                | 110                | 81                 | 79                 |

## Nevezetességei
A településtől délre a temetőben áll Szent Márton tiszteletére szentelt temploma. A templom a 13. században épült. Kőből épített egyhajós épület, homlokzata felett pengefalú harangtoronnyal, benne két haranggal.